# FOREVER PINK FUN
《FOREVER PINK FUN》是台灣女子團體PINK FUN的首張虛擬EP。由野火娛樂、索尼音樂發行，2021年3月20日於台北舉辦預購簽名會，2021年4月13日推出實體與數位專輯，並推出《FOREVER PINK》MV。2021年4月18日於台北舉辦首場售票見面會，2021年5月5日推出《愛喲 LOVE LOVE》MV，2021年5月9日於台中和高雄舉辦簽名會。此專輯主打歌曲為《FOREVER PINK》。

## 背景
2021年3月11日，PINK FUN的官方社群帳號和唱片公司台灣索尼音樂娛樂同時釋出預告概念圖。
2021年3月12日，PINK FUN的官方社群帳號和唱片公司台灣索尼音樂娛樂同時釋出PINK FUN國際官方網站。
2021年3月13日，PINK FUN的官方社群帳號和唱片公司台灣索尼音樂娛樂同時宣布同日中午開放預購首張虛擬EP《FOREVER PINK FUN》，而實體專輯將在4月13日發行。
2021年4月13日，首波主打〈FOREVER PINK〉MV上架。
2021年5月5日，第二波〈愛喲〉MV上架。
本專輯收錄2首歌曲，其中收錄1首陶晶瑩與夢飛船1999年的合唱歌曲《愛喲》的翻唱版本，有別於過去古典與嘻哈的編曲基調，PINK FUN的〈愛喲〉選用時下流行的EDM POP演唱。另收錄一首全新單曲〈FOREVER PINK〉。

## 概要
此次虛擬EP《FOREVER PINK FUN》共收錄2首歌曲。

### 專輯內容物
內含透明紀念CD(1款)、MV記實寫真書(1款)、生活底片寫真書(1款)、PINK FUN 小卡(8款隨機1款)、雙面珍藏海報(限定預購禮)、戀愛泡泡氣球兌換券(限定預購禮)
- 透明紀念CD無聆聽播放功能，僅收藏，如需聆聽歌曲，需自行前往各大音樂平台收聽。
- 限定預購禮為預購期間限定贈送，正式發行後購買將不會贈送。
- 戀愛泡泡氣球兌換券為首場售票見面會當場發放，不得於其他場次使用。

## 曲目
| 曲序     | 曲目             |                      | 作曲                        | 编曲          | 时长 |
| -------- | ---------------- | -------------------- | --------------------------- | ------------- | ---- |
| 1.       | FOREVER PINK     | 嚴云農 徐立桀        | 賈維斯 Chendy 陳葦廷 JerryC | JerryC 賈維斯 | 3:16 |
| 2.       | 愛喲 (LOVE LOVE) | Choi Da Bi SA:于光中 | JOO MIN                     | JerryC        | 3:17 |
| 总时长： | 总时长：         | 总时长：             | 总时长：                    | 总时长：      | 6:33 |

## 外部連結
- PINK FUN官方網頁 （页面存档备份，存于）
- PINK FUN的Facebook （页面存档备份，存于）
- PINK FUN的Instagram
- PINK FUN的YouTube頻道 （页面存档备份，存于）